# Zeng Cheng
Zeng Cheng (en chino tradicional, 曾 诚; en chino simplificado, 曾 诚; pinyin, Zeng Chéng; Wuhan, 8 de enero de 1987) es un futbolista que actualmente juega para el Shanghai Shenhua en la Super Liga China.

## Carrera en clubes

### Carrera Juvenil
Zeng Cheng comenzó su carrera como futbolista profesional en la parte superior del club tier Wuhan Guanggu, sin embargo pronto fue cedido al equipo de fútbol de Indonesia Persebaya Surabaya para más tiempo de juego en el inicio de la temporada 2005. A su regreso a Wuhan, se le permitiría hacer su debut en la liga al final de la temporada de la liga, el 5 de noviembre de 2005 en un empate 1-1 ante el Shanghai Shenhua. Durante varias temporadas, Zeng Cheng jugarían suplente de Deng Xiaofei hasta Wuhan abandonó la liga y posteriormente descendió en la temporada 2008 después de la gestión del club no aceptó el castigo dado a ellos por el Asociación de Fútbol de China después de una riña estalló durante un partido de Liga contra el Beijing Guoan el 27 de septiembre de 2008.
Al comienzo de la temporada 2009, Zeng Cheng transferido a otro equipo de Super Liga china Henan Construction, donde fue inmediatamente elegido como primera opción por delante del portero existente Zhou Yajun

### Guangzhou Evergrande
El 1 de enero de 2013, junto con Zhao Peng y Yi Teng, Zeng transferido con éxito a dos veces, campeones Superliga china Guangzhou Evergrande. Durante la temporada 2013, Zeng se estableció como arquero titular de Guangzhou debido a la impresionante muestra que impresionaron gerente Marcello Lippi Al final de la temporada, Lippi acredita Zeng como "una de las mejores compras de Guangzhou ". Zeng terminó la temporada 2013 sólo encajar 16 goles y se mantuvo 13 hojas limpias en 27 partidos en la liga. Zeng fue en una importante lo que se consideraba dominio absoluto por Guangzhou Evergrande durante la fase de grupos y octavos de final de la AFC Champions League esa temporada. El 9 de noviembre de 2013, Zeng ganó el título continental con el club. Guangzhou Evergrande eventualmente van a ganar la final contra FC Seúl en una eliminatoria a doble partido que terminó Guangzhou ganó por goles de visitante donde Zeng pronunció por salvamentos crucial, en julio del 2016 logró ganar la Copa Nacional China.

## Carrera internacional
Debido a sus impresionantes actuaciones en el comienzo de la temporada 2009, fue llamado a la Gao Hongbo primera lista de convocados para el Selección de fútbol de China. Zeng Cheng hizo su debut contra Irán en un amistoso internacional, que China ganó por 1-0 el 1 de junio de 2009. Después de ese partido se convertiría en el segundo portero titular de la selección nacional tras Yang Zhi y se incluirá en el equipo que ganó el Campeonato de Fútbol de Asia Oriental antes de ser incluido en el Copa de Asia escuadra.
El 3 de junio de 2012, Zeng era el portero entre los mensajes contra el mundo y campeón de Europa, España. A pesar de que perdió 1-0, Zeng Cheng todavía se hacen excepcional atajadas para evitar una derrota aún peor. El 11 de junio de 2013, Zeng jugó contra Holanda y sólo encajó dos goles, uno de penalti, que lo llevó a realizar numerosas e importantes atajadas.